# Casa-fàbrica Gelabert
La casa-fàbrica Gelabert era un conjunt d'edificis situats als carrers del Marquès de Barberà, Sant Oleguer i Nou de la Rambla del barri del Raval de Barcelona, actualment desapareguts.

## Història i descripció
El 1791, Josep Esteve Galceran de Pinós i Sureda de Santmartí, marquès de Barberà, va establir en emfiteusi al fabricant d'indianes Josep Gelabert una parcel·la del seu hort de 90 pams d'amplada al carrer que duu el seu nom, on aquest va fer construir una casa-fàbrica (núm. 35). El 1793, el marquès li va establir una altra parcel·la al costat de l'anterior, on el 1794 va fer construir una casa-fàbrica de planta baixa i quatre pisos (núm. 37), i el 1798 va demanar permís per a fer-hi reformes. El 1802, va adquirir en emfiteusi al flequer Francesc Massana una parcel·la al carrer de Sant Oleguer, on va fer construir un altre edifici segons el projecte del mestre de cases Ignasi March, i el 1803 va adquirir la casa-fàbrica dels germans Serrallach al carrer Nou de la Rambla (núm. 58), incloent-hi una part de l'antiga fàbrica d'indianes de Gregori French al seu costat, on el 1805 va fer construir un altre edifici (núm. 60).
A l'Almanak mercantil del 1802 figurava la raó social Josep Gelabert i Fill com a interessada en la Companyia de Filats de Cotó. El 1818, la fàbrica tenia en funcionament 9 màquines de filar mule-jennies de 120 fusos i 2 de 72 fusos, i la Guía de forasteros en Barcelona del 1821 citava el fabricant Josep Gelabert i Valls al núm. 18 (antic) del carrer de la Fontseca. El 1842 hi havia el fabricant de filats i teixits de cotó i mescla Sebastià Fernández, i posteriorment s'hi va instal·lar el fabricant de teixits de cotó Marià Güell i Bigorra. El 1857 hi havia la fàbrica d'estampats de Micollier i Cia, i el 1858 es va constituir la societat Micollier i Casades, els socis de la qual eren Michel Micollier i Pau Casades i Espoy (Agramunt, 1818 - Barcelona, 1902), que es va presentar a l'Exposició Industrial de 1860. El 1861, es van separar, i Casades hi va continuar en solitari: «Barbará, 37, Estampados de Pablo Casades. Fábrica dedicada á la pañolería de algodon, en cuya clase tiene un surtido completo en todos anchos, desde 3 hasta 8 cuartas, presentando una grande variedad y novedad en dibujos. Espediciones á todas partes.» A finals de segle, Casades va traspassar el negoci a la societat basca Subijana y Cía, que el 1897 va demanar permís per a instal·lar-hi una màquina de vapor.

El 1869, Maria Àngela Gelabert i Jordà, filla de Josep Gelabert i Valls i vídua del comerciant Joaquim Martí i Codolar, va fer reformar la façana del núm. 37 amb un estucat d'encintat de carreus, i el 1877, va demanar permís per a enderrocar la casa-fàbrica del núm. 35 i construir-hi un nou edifici d'habitatges de planta baixa i quatre pisos, en ambdós casos segons el projecte del mestre d'obres Jaume Brossa i Mascaró.

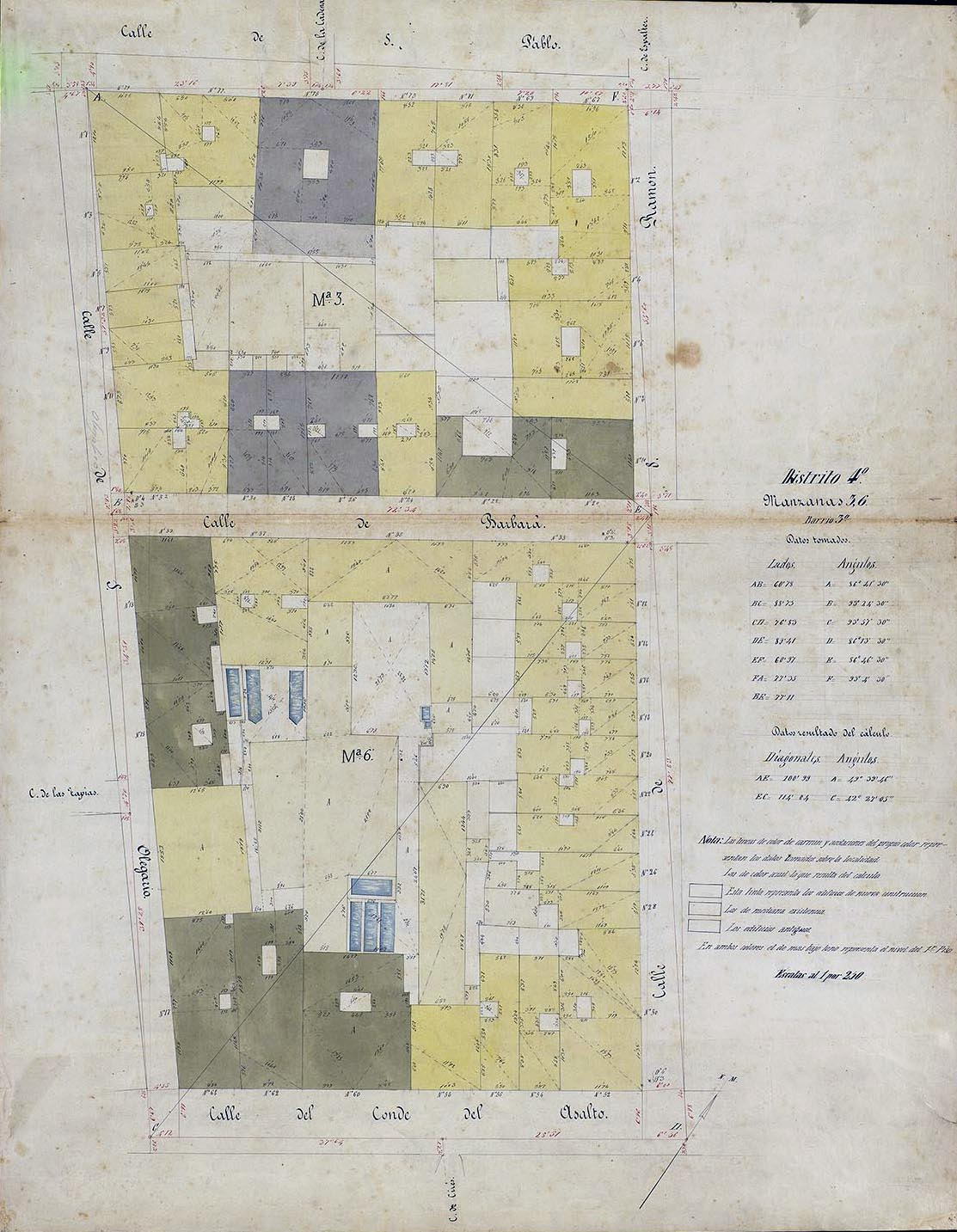
Quarteró núm. 90 de Garriga i Roca (c. 1860)

El 1911, la societat Mans, Comas i Marsal, dedicada a la fabricació i venda d'articles de vidre i porcellana, va demanar permís per a construir un cobert al pati interior i dos forns de mufla al carrer Nou de la Rambla, 60, i novament el 1920 per a instal·lar un motor elèctric al carrer del Marquès de Barberà, 37 i de Sant Oleguer, 15 bis. A la dècada del 1940, als baixos del carrer Nou de la Rambla, 60 i del Marquès de Barberà, 35 van obrir les Galeries Conde.
Finalment, tota aquesta illa (anomenada «Illa de Sant Ramon») va ser enderrocada cap als anys 1989-1990, afectada pel PERI del Raval.